# Willis Hall (Politiker, 1801)
Willis Hall (* 1. April 1801 in Granville, New York; † 14. Juli 1868 in New York City) war ein US-amerikanischer Jurist und Politiker.

## Werdegang
Willis Hall, Sohn von Hannah Emerson (1773–1832) und Reverend Nathaniel Hall (1764–1820), wurde 1801 im Washington County geboren. Über seine Jugendjahre ist nichts bekannt. 1824 graduierte er am Yale College. Er studierte Jura in New York City und Litchfield (Connecticut). Seine Zulassung als Anwalt erhielt er 1827. Hall praktizierte von 1827 bis 1831 in Mobile (Alabama) und dann in New York City. Er war mit Helen Haudley verheiratet.
Während jener Zeit schloss er sich der Whig Party an. Er saß 1838 für das New York County und 1843 für das Albany County in der New York State Assembly. Von 1839 bis 1842 war er Attorney General von New York. Hall wurde 1838 durch die New York State Legislature gewählt, nachdem die Whigs die Mehrheit dort erlangten. Seine Amtszeit war von der Wirtschaftskrise von 1837 überschattet.
1847 wählte man ihn zum Corporation Counsel in New York City. Er war 1848 gegen die Nominierung seiner Partei von General Zachary Taylor für das Amt des Präsidenten, stattdessen unterstützte er die Nominierung von Henry Clay. Nach der Niederlage von Clay gab er seinen Beruf auf und zog sich aus der Politik zurück. Im Mai 1849 trat er von seinem Posten als Corporation Counsel zurück. Henry E. Davies (1805–1881) wurde zu seinem Nachfolger ernannt, um die Vakanz zu füllen.